# Diego Pontac
Diego Pontac (Loarre, 1603 - Madrid, 1654) va ser un intèrpret i compositor espanyol. La seva vida és coneguda per l'autobiografia que va escriure el 1633 a Granada, que va titular Discurs del Mestre Pontac.
Nascut a Loarre, a les serres del Prepirineu aragonès, als nou anys ingressa al Col·legi d'Infants de La Seu, on estudiaria música. Els seus mestres van ser Joan Pujol, mestre de capella del Pilar, i Francisco Berges, mestre de capella de La Seu. Després del col·legi, va continuar servint a La Seu sota la tutela de Pere Ruimonte. Després de guanyar les oposicions de mestre de capella de l'Hospital de Nuestra Señora de Gracia de Saragossa, ocuparà el càrrec amb 17 anys.
Més tard estudiarà a Madrid composició amb Mateu Romero i Nicolás Upont, directors de la Capella Reial. Es presentaria a les places de les catedrals de Plasència, que no va aconseguir, i Salamanca, que va guanyar. També treballaria al Convent de l'Encarnació de Madrid i a Granada, que va aconseguir per nomenament capitular. No obstant això, seguirà el seu periple quan el 1644 va ser cridat pel capítol de la catedral de Santiago de Compostel·la. Només dos anys més tard, el 1646, va ser substituït per Bartolomé de Olagüe i va tornar a la Seu de Saragossa amb les oposicions guanyades, però seguiria l'any següent cap a València. Va morir en 1654 a Madrid, al servei de la Capella Reial.
Dels dos volums d'obres litúrgiques que va escriure a Granada, només se n'ha conservat un. Nou composicions es conserven a Saragossa (quatre salms, un magníficat i dues nadales polifòniques) i algunes més a l'Escorial, València i Montserrat. El seu estil és innovador, abandonant la polifonia i apropant-se més a la tonalitat. La seva música empra ritmes nous, intervals poc freqüents i policoralitat.